# Pierce Fulton
Pour les articles homonymes, voir Fulton.
Pierce Fulton (né le 6 juin 1992 et mort le 29 avril 2021) est un DJ et multi-instrumentiste américain, actif depuis 2010. Il est signé chez le label britannique Cr2 Records.
Le 3 mai 2021, son frère Griffin annonce, sur les réseaux sociaux, la mort de Pierce, survenue le 29 avril à cause de problèmes de santé mentale.

## Discographie

### Albums et EPs
- 2016 : Borrowed Lives (EP) [Seeking Blue]
- 2017 : Better Places (Album) [Potential Fun]

### Singles
- 2013 : Wanna Be [Cr2 Records]
- 2013 : Wanna Be (Club Mix) [Cr2 Records]
- 2013 : Where We Were (feat. Polina) [Cr2 Records]
- 2014 : Runaway [Cr2 Records]
- 2014 : Old Man & The Sea [Cr2 Records]
- 2014 : Noon Gun [Cr2 Records]
- 2014 : Kuaga [Cr2 Records]
- 2015 : Kuaga (Lost Time) [Cr2 Records]
- 2015 : Landmines [Armada Music]
- 2015 : No More [Armada Music]
- 2016 : Losing You [Armada Music]
- 2017 : Wind Shear (Forza Horizon 4)

### Remixes
- 2012 : The Killers - Runaways (Pierce Fulton Remix) [Island Records]
- 2013 : Dada Life - Boing Clash Boom (Pierce Fulton Remix) [So Much Dada]
- 2013 : Tritonal, Phoebe Ryan - Now Or Never (Pierce Fulton Remix) [Enhanced Recordings]
- 2014 : Above & Beyond, Alex Vargas - Sticky Fingers (Pierce Fulton Remix) [Anjunabeats]
- 2014 : Cash Cash - Surrender (Pierce Fulton Remix) [Big Beat Records]
- 2016 : Pierce Fulton - No More (Pierce Fulton Remix) [Armada Music]